# 견풍
견풍(甄豊, ? ~ 10년)은 전한 말기 ~ 신나라의 관료로, 자는 장백(長伯)이며 남양군 사람이다. 왕망의 측근으로, 신나라 건국 후 숙청되었다.

## 생애
경조도위·수형도위·사수상·좌조중랑장(左曹中郞將)·광록훈을 역임하였다.
원시 원년(1년), 좌장군으로 전임되고 소부(少傅)를 겸임하여, 태부 왕망·태사(太師) 공광·태보(太保) 왕순과 함께 사보(四保)가 되었다. 종묘를 안정시킨 공적으로 같은해 2월에 광양후(廣陽侯)가 되었고, 이듬해에 대사공이 되었다.
원시 3년(3년), 왕망의 아들 왕우가 오장·여관과 함께 평제의 외가를 장안에 불러들이려다가 발각되었다. 견풍은 왕망의 의중에 맞추어 정적 하무·포선·팽위(彭偉)·두공자(杜公子) 등 명사·호족 수백 명을 끌어들여 죽였다.
거섭 원년(6년) 3월, 태아(太阿)·우불(右拂)을 겸임하고 유자 영을 보좌하였다. 이듬해에 동군태수 적의가 반란을 일으켰을 때는 왕순과 함께 궁궐을 순찰하여 왕망을 호위하였다.
견풍은 왕순·유흠과 함께, 왕망을 오래 전부터 보좌하였다. 그러나 왕망이 섭정을 시작하고 제위를 찬탈하기까지, 부명(符命)을 바치는 등의 방법으로 새로이 왕망의 눈에 든 측근들이 주변을 차지하였다. 견풍은 이에 불만을 품었고, 왕망 또한 이를 알고 있었다.
시건국 원년(9년), 신나라가 건국되고 견풍은 광신공(廣新公)에 봉해지고 경시장군(更始將軍)에 임명되었다. 이로써 왕흥(王興)·손건·왕성(王盛)과 함께 사장(四將)의 일원이 되었으나, 이들 중 왕성은 떡장수 출신으로 본래 신분이 미천하였다. 견풍과 아들 견심은 묵묵히 있었다.
이듬해, 견심은 주공·소공의 고사를 본받아 평안을 좌백(左伯)에, 견풍을 우백(右伯)에 임명해야 한다는 내용의 부명을 지어 바쳤고, 왕망은 곧바로 부명대로 하였다. 그런데 견풍이 정식으로 취임하기 직전에 견심이 부명을 또 지어 바쳤는데, 내용은 이러하였다.
옛 한나라 평제의 황후인 황황실주는 견심의 아내가 되어야 한다.

그 동안 온갖 부명으로 속임수를 써가며 황제의 자리에 오른 왕망은, 대신들이 속으로 자신을 원망한다고 여겨 일부러 위엄을 보여 아랫사람들을 겁주려 하였는데, 부명의 내용이 이러하니 크게 화를 내며 말하였다.
| “ | 황황실주는 천하의 어머니인데, 이게 무슨 말이냐? | ” |

바로 견심을 붙잡게 하니 견심은 달아났고, 견풍은 스스로 목숨을 끊었다.

## 출전
- 반고, 《한서》
  - 권18 외척은택후표
  - 권19하 백관공경표 下
  - 권69 조충국신경기전
  - 권84 적방진전
  - 권86 하무왕가사단전
  - 권97하 외척전 下
  - 권99상 왕망전 上
  - 권99중 왕망전 中

| 전임 왕초 | 전한의 수형도위 기원전 8년 ~ 기원전 5년 | 후임 양 |

| 전임 마궁 | 전한의 광록훈 기원전 1년 | 후임 견한 |

| 전임 왕숭 | 전한의 대사공 2년 ~ 9년 | 후임 (전한 멸망) |